# Listă de filme australiene din 2000
Aceasta este o listă de filme australiene din 2000:

## Lista
| Titlu                                              | Regizor                        | Actori | Gen                                  | Note |
| -------------------------------------------------- | ------------------------------ | --- | ------------------------------------ | --- |
| 6,000 Miles from Hollywood                         |                                | |                                      | |
| About Vivien                                       | Kathy Sport                    | | Film scurt                           | IMDb |
| The Adventures of Handyman                         | Martin Murphy                  | | Film scurt de comedie                | IMDb |
| After the Rain                                     | Mark Lamprell                  | | Thriller / Polițist                  | IMDb |
| Angst                                              | Daniel Nettheim                | Sam Lewis, Jessica Napier, Justin Smith, Abi Tucker | Comedie                              | |
| Anna and the King                                  |                                | |                                      | |
| Arctic Adventure                                   | Tim Bain                       | Tim Bain, Eric Bana, John Clarke, Lynda Gibson, Kym Gyngell, Rod Quantock, Sigrid Thornton, Adrian Vaughan                                                                                             | Film scurt de animație               | IMDb |
| Autist                                             | Michael Frank                  | Catherine Tysoe, Jacqui Thompson | Film scurt                           | IMDb |
| Bartleby                                           | Miro Bilbrough                 | | Film scurt                           | IMDb |
| Better Than Sex                                    | Jonathan Teplitzky             | David Wenham Susie Porter |                                      | |
| Beware of Greeks Bearing Guns                      | John Tatoulis                  | Lakis Lazopoulos, Zoe Carides, John Bluthal | romantic comedie / dramatic          | |
| The Big House                                      | Rachel Ward                    | Tony Martin, Gary Sweet, Kick Gurry | Film scurt                           | |
| The Big Picture                                    | Michael Spierig, Peter Spierig | | Film scurt dramatic                  | IMDb |
| Blindman's Bluff                                   | Rachel Ward                    | | Film scurt /Dramatic /Dragoste       | IMDb |
| Bootmen                                            | Dein Perry (debut)             | Adam Garcia, Sophie Lee, Sam Worthington Richard Carter, William Zappa, Susie Porter, Anthony Hayes | Drama/Comedy/Musical                 | 5 Oct 92mins, 9 wins, 3 nominations IMDb, AMG |
| Breathe                                            | Bronwyn Weingott               | | Film scurt                           | |
| Buried Country                                     | Andy Nehl                      | |                                      | |
| Byron Bay                                          |                                | |                                      | |
| Causes                                             |                                | |                                      | |
| Chasing Buddha                                     |                                | |                                      | IMDb |
| Cheek to Cheek                                     | Beth Armstrong                 | Melissa Jaffer, Tina Bursill, Maggie Blinco |                                      | |
| Chopper                                            | Andrew Dominik                 | Eric Bana, Simon Lyndon, Dan Wyllie, Vince Colosimo, Kate Beahan, David Field, Bill Young, Kenny Graham                                                                                                | Drama/Crime/Thriller/Black comedy    | Aug 3, 94mins, 10 awards won, based on books and person Mark Brandon "Chopper" Read - Official Site Arhivat în 17 februarie 2005, la Wayback Machine., IMDb, AMG |
| City Loop                                          | Belinda Chayko                 | Sullivan Stapleton, Kellie Jones, Ryan Johnson, Brendan Cowell, Megan Dorman, Hayley McElhinney, Jessica Napier                                                                                        |                                      | IMDb |
| City of Dreams                                     |                                | |                                      | |
| Confessions of a Head Hunter                       |                                | |                                      | |
| Cry from the Heart                                 |                                | |                                      | |
| Cthulhu                                            |                                | |                                      | |
| Cunnamulla                                         | Dennis O'Rourke                | |                                      | IMDb |
| Cut                                                |                                | Molly Ringwald, Kylie Minogue, Stephen Curry |                                      | IMDb |
| A Death in the Family                              | Terry Carlyon                  | Andrew Rule |                                      | |
| The Decisive Moment                                |                                | |                                      | |
| Desy                                               | Heather-Jean Moyes             | Tiffany Sujono, Treffon Koreshoff, Lauren Peters, Craig Elliot, Maggie Dence, Les Hill, Hariyanto Sujono, Lili Sujono                                                                                  |                                      | |
| The Diplomat                                       | Tom Zubrycki                   | |                                      | |
| The Director                                       |                                | |                                      | |
| The Dish                                           | Rob Sitch                      | Sam Neill, Kevin Harrington, Patrick Warburton, Tom Long, Taylor Kane, Roy Billing, Nicholas Bell, John Flaus, Jane Menelaus, Charles 'Bud' Tingwell                                                   |                                      | |
| Dust                                               |                                | | Film scurt                           | |
| Easter in Bunnyland                                |                                | |                                      | |
| Episodes in Disbelief                              | Ann Shenfield                  | Clare Larman |                                      | |
| Exposure                                           |                                | |                                      | |
| The Fifth Set: Australia and the Davis Cup         |                                | |                                      | |
| Fit for a King                                     |                                | |                                      | |
| Four Jacks                                         |                                | |                                      | |
| Full Circle                                        |                                | |                                      | |
| The Gardener                                       |                                | |                                      | |
| Gate                                               | Peter Carstairs                | Joel Edgerton, Tony Ryan, Brett Wood |                                      | |
| Gerry Humphreys: The Loved One                     |                                | |                                      | |
| Getting the Dirt on Trish                          | Sue Brown                      | Caroline Farmer, Gail Kovatseff, Thomas Martin, Tommy Darwin, Simon Robb, John Martin, Roberto Karas, Julie Byrne                                                                                      |                                      | |
| The Goddess of 1967                                | Clara Law                      | Rose Byrne, Rikiya Kurokawa |                                      | |
| Grandfathers and Revolutions                       |                                | |                                      | |
| Heather Locklear Chocolate                         |                                | |                                      | |
| Howley and Stillborn Frog                          |                                | |                                      | |
| Humbert                                            |                                | |                                      | |
| Hurt                                               |                                | |                                      | |
| I Was Robert Mitchum                               |                                | |                                      | |
| Ice Bath                                           |                                | |                                      | |
| In Search of Mike                                  |                                | |                                      | |
| In the Red                                         | Glenn Ruehland                 | Steve Bisley, Damian Bradford, Allison Cratchley, Terry Serio, Vanessa Steele, Warwick Young, Jackie Weaver                                                                                            |                                      | |
| Innocence                                          | Paul Cox                       | Charles 'Bud' Tingwell, Julia Blake, Robert Menzies, Chris Haywood, Marta Dusseldorp, Terry Norris, Norman Kaye                                                                                        |                                      | |
| Instant Karma                                      | Martyn Park                    | Amos Szeps, Emily Stewart, David Gambin |                                      | |
| Intransit                                          |                                | |                                      | |
| Is Michael There?                                  |                                | |                                      | |
| The Island                                         |                                | |                                      | |
| The Joint Effort                                   |                                | |                                      | |
| Joy                                                |                                | |                                      | |
| Kulli Foot                                         |                                | |                                      | |
| La Nina                                            |                                | |                                      | |
| The Letter                                         |                                | |                                      | |
| Leunig: Tricks                                     |                                | |                                      | |
| Looking for Alibrandi                              | Kate Woods                     | Greta Scacchi, Pia Miranda, Anthony LaPaglia |                                      | AACTA Award for Best Film |
| Lost                                               |                                | |                                      | |
| Lower Orders                                       |                                | |                                      | |
| The Mad Century                                    |                                | |                                      | |
| The Magic Pudding                                  |                                | |                                      | |
| The Monkey's Mask                                  | Samantha Lang                  | Kelly McGillis, Susie Porter |                                      | |
| Mr. Accident                                       |                                | |                                      | |
| Muggers                                            |                                | |                                      | |
| My Khmer Heart                                     |                                | |                                      | |
| My Mother Frank                                    | Mark Lamprell                  | Sinéad Cusack, Sam Neill, Matthew Newton, Rose Byrne, Sacha Horler, Celia Ireland, Lynette Curran, Melissa Jaffer, Joan Lord, Nicholas Bishop, Deborah Kennedy, Hayley McElhinney, Christian Patterson |                                      | |
| Narcosys                                           |                                | |                                      | |
| The Nightlight                                     |                                | |                                      | |
| Old Man                                            |                                | |                                      | |
| Olympic Games 1956                                 |                                | |                                      | |
| A Once Smiling Woman                               |                                | |                                      | |
| One Afternoon in the City                          |                                | |                                      | |
| Orientations: Chris Doyle - Stirred But Not Shaken |                                | |                                      | |
| The Other Days of Ruby Rae                         |                                | |                                      | |
| Our Lips Are Sealed                                |                                | |                                      | |
| P.I.N.S.                                           |                                | |                                      | |
| Pa                                                 |                                | |                                      | |
| Perfect Pale Blue                                  |                                | |                                      | |
| Pozieres                                           |                                | |                                      | |
| Psycho Beach Party                                 | Robert Lee King                | Lauren Ambrose, Thomas Gibson, Nicholas Brendon, Matt Keeslar |                                      | Jan 23, 95mins - IMDb, AMG |
| Quick Ones                                         |                                | |                                      | |
| Risk                                               |                                | |                                      | |
| Road                                               |                                | |                                      | |
| Roll Lola Roll                                     |                                | |                                      | |
| Samantha Stewart, Aged 14                          |                                | |                                      | |
| Sample People                                      |                                | Kylie Minogue, Ben Mendelsohn, Joel Edgerton |                                      | |
| Saturday Night                                     |                                | |                                      | |
| Scratch                                            |                                | |                                      | |
| Screamin' Wheelies                                 |                                | |                                      | |
| Seed                                               |                                | |                                      | |
| Selkie                                             |                                | |                                      | |
| Sensitive New-Age Killer                           |                                | |                                      | |
| Sheer Will                                         |                                | |                                      | |
| The Silence                                        |                                | |                                      | |
| Silhouettes of the Desert                          |                                | |                                      | |
| Sissy                                              |                                | |                                      | |
| Solarmax                                           |                                | |                                      | |
| Stolen Generations                                 |                                | |                                      | |
| Stop                                               |                                | |                                      | |
| Stygian                                            |                                | |                                      | |
| Sunday                                             |                                | |                                      | |
| Tackle Happy                                       | Mick Molloy                    | Simon Morley, David Friend, Darren Chow | Documentary                          | 74mins IMDb |
| A Telephone Call for Genevieve Snow                |                                | |                                      | |
| Terry Eichler: Beyond Duc My                       |                                | |                                      | |
| The Third Note                                     |                                | |                                      | |
| Thomson of Arnhem Land                             |                                | |                                      | |
| Trapped                                            |                                | |                                      | |
| Twitch                                             | Daniel Giambruno               | John Condon, Jessica Napier, Paul Tassone, Barry Crocker | Film scurt / Comedie neagră / Horror | |
| Uncle Chatzkel                                     |                                | | Documentar                           | |
| The Unique Oneness of Christian Savage             |                                | | Film scurt                           | |
| Version of Events                                  | Ben Treston                    | | Film scurt dramatic                  | IMDb |
| Walk the Talk                                      | Shirley Barrett                | Salvatore Coco, Sacha Horler, Nikki Bennett, Carter Edwards, Robert Coleby, Skye Wansey, John Burgess, Jon English, Nicky Wendt, David Franklin, Bille Brown, Joe Bugner, David Knijnenburg            | Comedy                               | IMDb |
| The Way of the Birds                               | Sarah Watt                     | | Film scurt animatie                  | IMDb |
| Wee Jimmy                                          | Ian Dixon                      | | Film scurt / Family                  | IMDb |
| What to Do When I'm Dead                           | ?                              | | Film scurt dramatic                  | IMDb |
| Wild Mouse                                         |                                | |                                      | |
| The Wog Boy                                        | Aleksi Vellis                  | Nick Giannopoulos, Vince Colosimo | Comedy                               | 92mins IMDb |
| Work?                                              |                                | |                                      | |
| A Wreck, a Tangle                                  |                                | |                                      | |